# Roy Lichtenstein
Roy Lichtenstein (27. října 1923 Manhattan, New York, USA – 29. září 1997 tamtéž) byl americký malíř, grafik a sochař. Proslavil se svými velkoformátovými obrazy motivicky založenými na komiksech. Spolu s americkým umělcem Andy Warholem byl Lichtenstein jednou z ústředních osobností amerického pop-artového umění v šedesátých letech 20. století, které se zhlédly v populárních, komerčních obrazech.

## Životopis
Lichtenstein se narodil ve středostavovské rodině, jeho otec byl realitní makléř. Absolvoval soukromou základní školu, na které se výtvarná výchova neučila. Jako teenager začal navštěvovat jazzové kluby na 52. ulici a při té příležitosti maloval muzikanty a jejich nástroje. Během posledního roku základní školy, v roce 1939, začal navštěvovat letní kurzy na Art Students League of New York pod vedením Reginalda Marshe. Maloval podle modelů a městské žánrové scény: pouliční slavnosti, boxerské zápasy, pohledy na Bowery či Coney Island. V té době poznal z reprodukcí obrazy Pabla Picassa a stal se jeho obdivovatelem.
Když dokončil střední školu, zapsal se na Ohijskou státní univerzitu ve městě Columbus, kde studoval v letech 1940–1943. Zde byl jeho učitelem malíř Hoyt L. Sherman, který mu přiblížil vývoj evropského moderního výtvarného umění. Lichtenstein byl rovněž ovlivněn Hoytovými přednáškami o psychologii vnímání. V roce 1943 byl odveden a až do konce války sloužil v Anglii, Belgii, Francii a Německu. Po válce se zdržel rok v Paříži. Studoval zde francouzštinu a francouzskou vlastivědu, ubytovaný byl na Cité internationale universitaire de Paris. Roku 1946 se vrátil na univerzitu v Ohiu a začal se studiem akademického stupně magistr umění, jež dokončil v roce 1950. V té době už na univerzitě vedl některé kurzy. Maloval tehdy kubismem ovlivněné, částečně abstraktní obrazy.
V roce 1949 se oženil s Isabelou Wilson, se kterou měl dva syny: Davida Hoyta (* 1954) a Mitchella Wilsona (* 1956). Roku 1965 se však manželství rozpadlo. V roce 1951 se manželé z Columbusu odstěhovali do Clevelandu, kde Lichtenstein pracoval ve výrobě jako grafik a technický kreslič. Do roku 1957 měl tři samostatné výstavy v galerii Johna Hellera v New Yorku. Proběhly ale bez většího zájmu veřejnosti a malíř neprodal takřka nic. Aby uživil rodinu, rozhodl se roku 1957 obnovit pedagogickou činnost. Získal místo asistenta na katedře umění na New State University v Oswegu. V roce 1960 změnil pedagogické působiště, když získal místo na jiné státní univerzitě, Rutgers University ve státě New Jersey. Zároveň se přestěhoval do města Highland Park. V té době se věnoval nepředmětné malbě ve stylu abstraktního expresionismu. Vznikly také první kresby inspirované postavami z komiksů. Důležité pro Lichtensteina bylo seznámení s jedním z vůdčích představitelů akčního umění Allanem Kaprowem, který na škole rovněž učil. Lichtenstein se dostal do okruhu výtvarníků jako byli Robert Watts, Claes Oldenburg, Jim Dine, Robert Whitman, Lucas Samaras a George Segal. Tato skupina provozovala happeningy, v tomto okruhu – kam patřil i Andy Warhol – vznikal jako negativní reakce na abstraktní expresionismus pop-art. Centrem, kde se tito umělci scházeli a kde se pořádaly jejich sólové nebo skupinové výstavy, byl střední Manhattan.

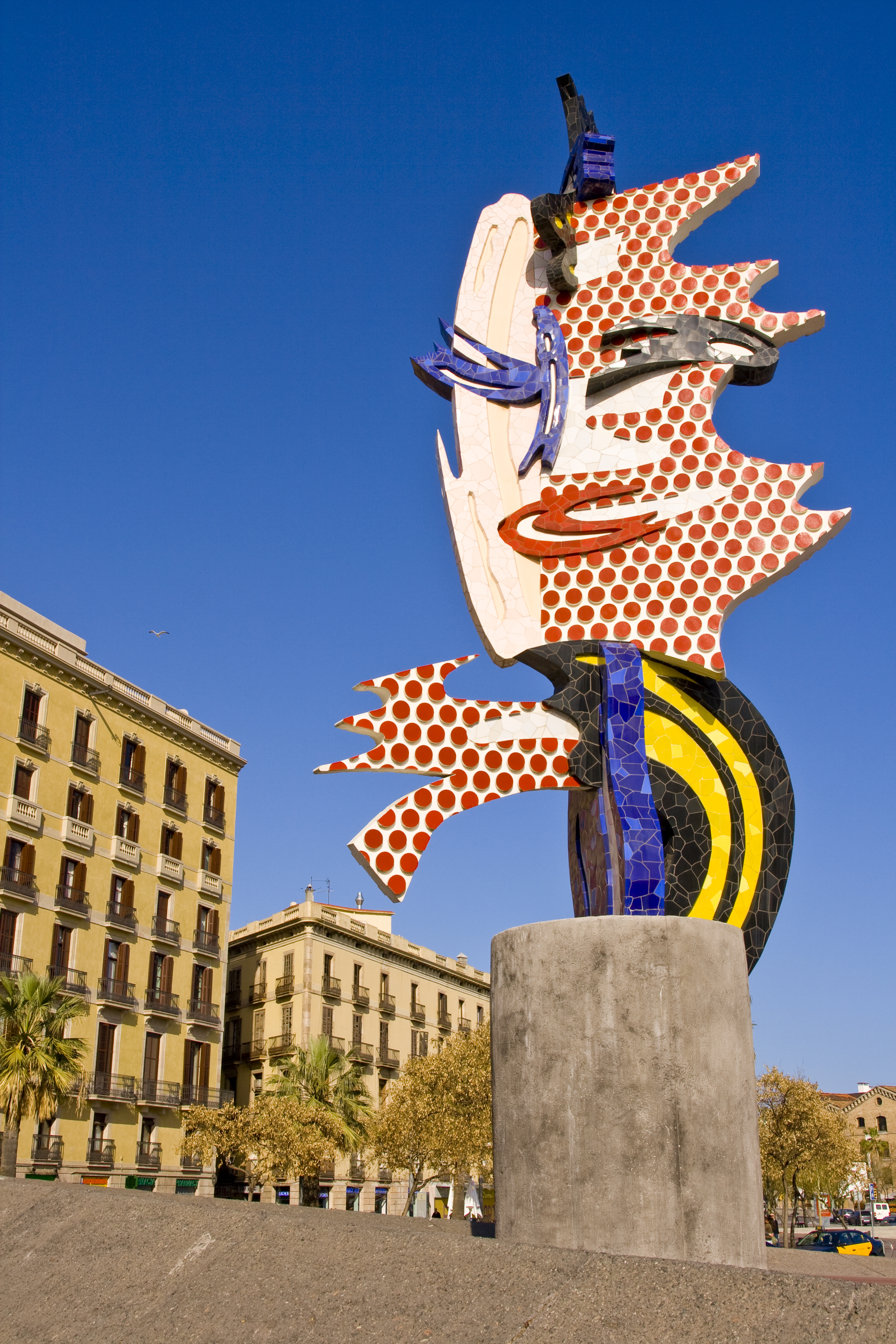
Barcelonská hlava

 Důležitý byl pro Lichtensteina rok 1961. Tehdy začal malovat první obrazy, které se řadí do pop-artu. Jednalo se o obrázky ve stylu komiksů, které nebyly proti svým předlohám příliš pozměněny. Zároveň se jeho galeristou stal Leo Castelli, který vlastnil prominentní newyorskou galerii orientovanou na moderní umění. Zde se seznámil s pracemi Andy Warhola, který v té době rovněž vycházel z komiksů. Jakmile však Warhol zjistil, že jako předlohu komiksy používá i Lichtenstein, začal svoji tvorbu orientovat jiným směrem. V roce 1962 vystavil Lichtenstein obrazy na prvních dvou zásadních kolektivních výstavách, na nichž byl veřejnosti prvně představen pop-art. V průběhu let 1962–1964 vznikly práce, v nichž se Lichtenstein vyrovnával s díly Pabla Picassa a Pieta Mondriana. Systémem Benday Dots, což je tiskařská technika, která rozkládá obrazy do bodového rastru, přenášel na plátno jak komiksové předlohy, tak práce obou zmíněných umělců.
V roce 1963 již vystavoval v Guggenheimově muzeu v New Yorku v rámci kolektivní výstavy Šest malířů a předmět. Zároveň vystavoval samostatně znovu u Castelliho a rovněž v Paříži, Los Angeles a Turíně. Přestěhoval se do New Yorku, který byl tehdy centrem moderního amerického umění. Vzhledem ke svému postavení na trhu umění přestal být závislý na pravidelném příjmu z pedagogické činnosti a své angažmá na Rutgers University ukončil. V roce 1968 se oženil podruhé, a to s Dorothou Herzka.
Kromě velké retrospektivy, zahrnující období 1961–1969 v Guggenheimově muzeu a putující pak po dalších městech (Kansas City, Seattle, Columbus, Chicago), spolupracoval Lichtenstein v roce 1969 také s filmem. Ve studiích společnosti Universal Studios v Kalifornii se podílel na vzniku filmu o přímořských krajinách, promítaném na výstavě Umění a technologie v Los Angeles County Museum of Art.
Postavení na uměleckém trhu Lichtensteinovi umožnilo v roce 1970 zakoupit a renovovat dům v Southamptonu na ostrově Long Island, místě, kde se usadilo mnoho významných osobností. A postavení mezi odbornou kritikou nalezlo ohlas v jeho jmenování v prestižní organizaci American Academy of Arts and Sciences v témže roce. 70. léta byla ve znamení mnoha výstav. V té době maloval mj. obrazy, inspirované nejvýznamnějšími díly z dějin umění. Tvořil v Southamptonu, v roce 1982 si ještě pronajal střešní ateliér na Manhattanu. Roku 1993 byla u Guggenheima zahájena jeho další velká putovní retrospektiva, přenesená i do Evropy (Mnichov, Hamburk, Brusel). Dne 29. září 1997 Lichtenstein v New Yorku zemřel na zápal plic.

## Dílo

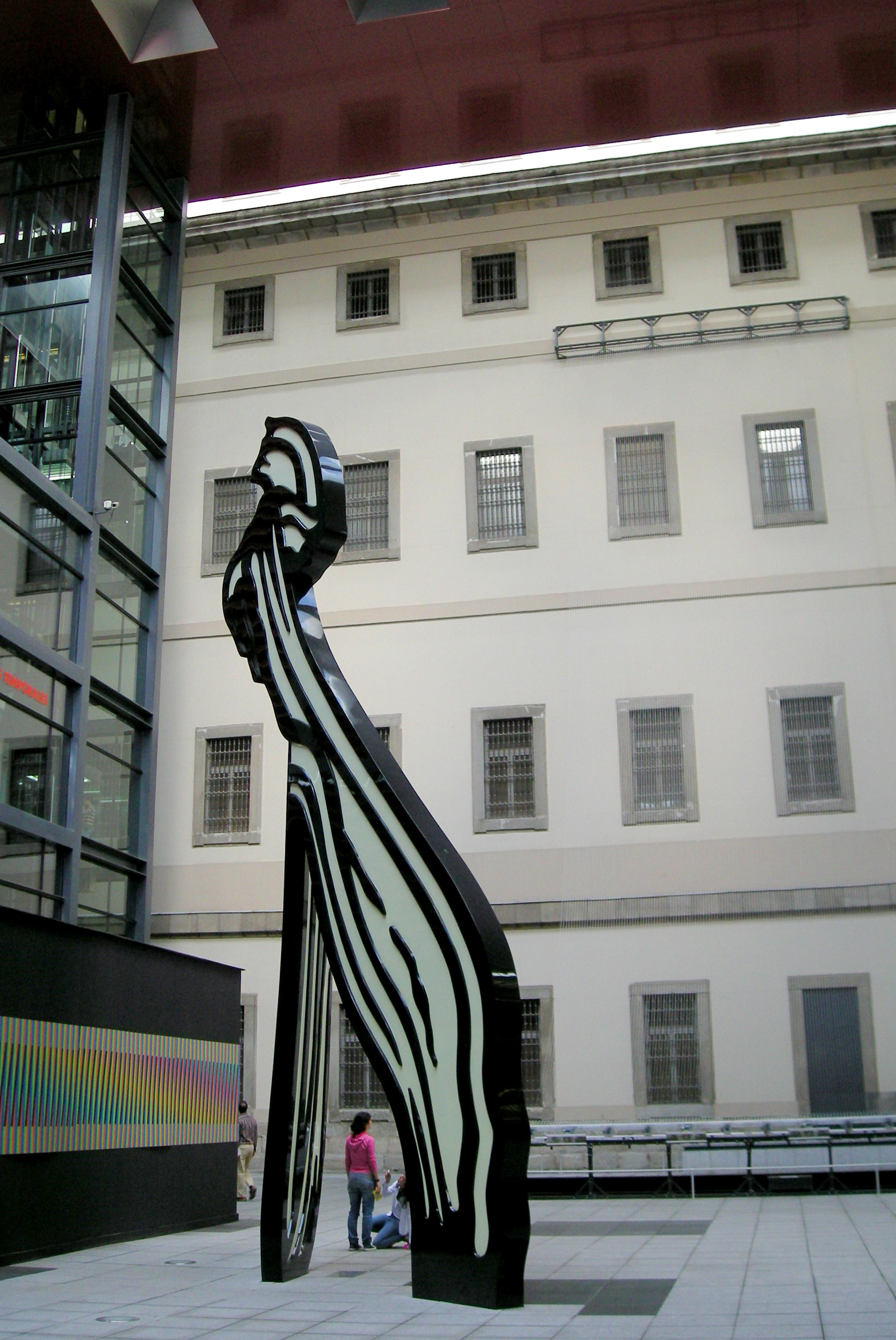
Tah štětcem, Madrid

V padesátých letech nebyla ještě Lichtenteinova tvorba stylově ani námětově vyhraněná. Jeho práce oscilovaly mezi reprodukcemi obrazů z 19. století a komerční ilustrací. Komiksový styl, kterým se stal známým, zahájil obrazy z roku 1961, kdy začal reprodukovat nejen obsah, ale i vzhled komiksů tištěných v novinách. Aby zdůraznil masové rozšíření svých předloh, komiksových hrdinek nebo válečných pilotů, napodoboval styl novinového tisku pomocí různobarevného rastru. Během své umělecké kariéry důsledně aplikoval tyto komiksové konvence na širokou škálu témat, včetně variací na obrazy jiných umělců, jako byli Pablo Picasso, Henri Matisse a Claude Monet. Na sklonku života, v roce 1996, vytvořil dokonce série inspirované čínskou krajinomalbou. Ve svých keramických a malovaných bronzových sochách používal Lichtenstein podobné prostředky jako na svých obrazech, takže se plastiky zdají dvourozměrné, ať už znázorňují exploze, misky se zlatou rybkou, šálky z nichž stoupá kouř či tahy štětcem vznášející se ve vzduchu.
V květnu 2012 byl jeho obraz Spící dívka (Sleeping Girl) prodán v aukci za 44 882 500 dolarů. Byla to největší cena, za kterou byl do té doby jeho obraz prodán. Aukce se konala v síni Sotheby's.

### Vybrané obrazy
- Desetidolarovka, 1958, litografie, 14×28,6 cm, soukromá sbírka.
- Mr. Bellamy, 1961, olej na plátně, 143,5×108 cm, Modern Art museum of Fort Worth.
- Art, 1962, olej na plátně, 91,4×172,7 cm, soukromá sbírka.
- Pomatený vědec, 1963, akrylát na plátně, 127×151 cm, Museum Ludwig, Kolín nad Rýnem.
- Lupa, 1963, olej na plátně, 40,6×40,6 cm, Kunstmuseum Liechtenstein, Vaduz.
- Dívka na palubě, 1965, litografie, 69×51,5 cm, Hamburger Kunsthalle.
- Zrcadlo č. 6, 1969, olej a akrylát na plátně, průměr 91,4 cm, soukromá sbírka.
- Šálek a podšálek II, 1977, malovaný bronz, 111,1×65,4×25,4 cm, 3 exempláře, soukromé sbírky.
- Lesní scéna, 1980, olej a akrylát na plátně, 243,8×325,1 cm, soukromá sbírka.
- Dvě jablka, 1981, akrylát na plátně, 61×61 cm, soukromá sbírka.